# Defensionskaserne Erfurt

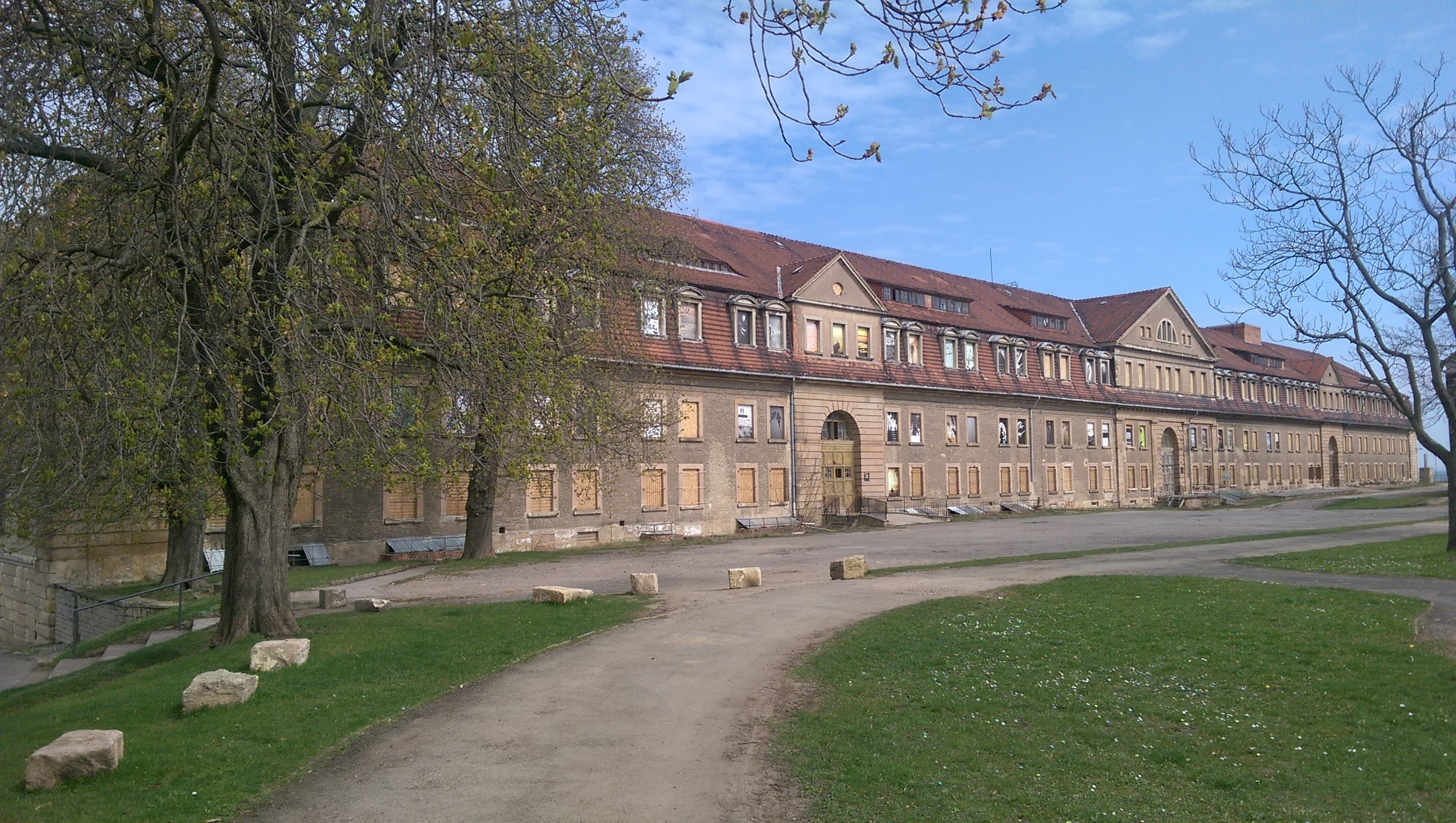
Die Hauptfassade der Defensionskaserne (2016)

Die Defensionskaserne Erfurt ist eine ehemalige militärische Anlage und das mit Abstand größte Gebäude auf dem Petersberg in Erfurt. Sie steht unter Denkmalschutz und seit etwa dem Jahr 2000 leer.

## Baugeschichte
Nach der erneuten Machtübernahme des Königreichs Preußen über die Stadt Erfurt im Jahr 1814 wurde die Stadt unter Nutzung der bestehenden barocken Befestigungsanlagen planmäßig als Festung ausgebaut und die zuvor durch das Benediktinerkloster St. Peter und Paul genutzte Zitadelle Petersberg in eine rein militärische Anlage umgewandelt. Neuer Eigentümer des Grundstückes wurde das Königreich Preußen.

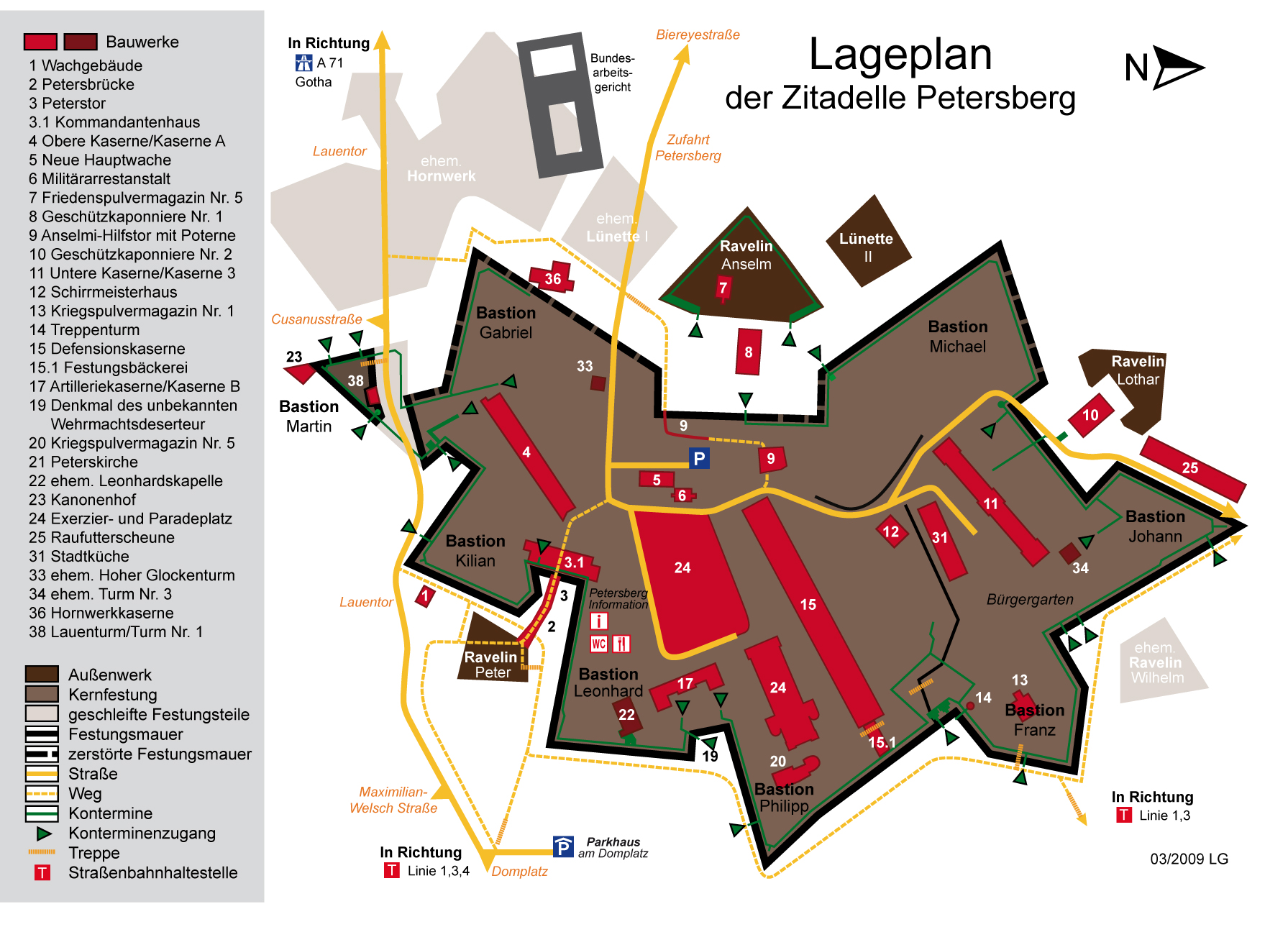
Lage des Gebäudes (Nr. 15) innerhalb der Zitadelle Petersberg

Der Bau der jetzt noch bestehenden Defensionskaserne erfolgte zwischen 1828 und 1831 auf dem Gelände des im Befreiungskrieg zerstörten Klosters. Sie sollte als Artilleriestellung die Einsicht in das obere Plateau von Norden her einschränken und zusammen mit der Abschnittsmauer die Festung in zwei unabhängige Abschnitte teilen. Zugleich sollte sie gemäß der preußischen Festungsbaulehre (Zunahme der Verteidigungsfähigkeit von außen nach innen) eine Festung innerhalb der Festung bilden. Das mit 167 m daher äußerst lange und 18,80 m tiefe Gebäude wurde zur Stadtseite im Südwesten zweigeschossig und zur Feldseite nach Nordosten dreigeschossig ausgebildet. Die nördlichen Mauern bekamen eine Stärke von über 2 Metern, an den Giebeln sogar über 3,50 m und erhielten allein im Kellergeschoss eine Reihe von über 80 Schießscharten. An der südöstlichen Schmalseite wurde eine Kriegsbäckerei angebaut. Die Mannschaftsräume waren für rund 500 Soldaten ausgelegt und zum ehemaligen Exerzierplatz nach Südwesten orientiert. Die dortige Fassade im Stil des monumentalen preußischen Klassizismus wurde durch drei große Rundbogenportale symmetrisch gegliedert, wobei das mittlere noch durch einen Mittelrisalit mit vier Pilastern in Kolossalordnung umrahmt wurde. Auch die Ecken wurden durch breite Mauervorlagen aus Sandsteinquadern betont, wodurch das Gebäude einen äußerst wehrhaften Charakter erhielt. Die dazwischenliegenden Rechteckfenster erhielten Sandsteineinfassungen.

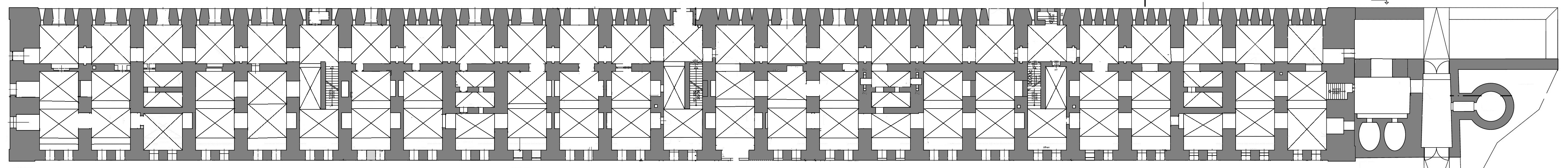
Grundriss Kellergeschoss, rechts Kriegsbäckerei

Innen wurde das Gebäude durch über 1,40 m starke Quermauern in einzelne Abschnitte geteilt, die im Falle einer feindlichen Erstürmung durch einsetzbare Palisadenwände voneinander getrennt werden konnten. Die Erschließung der Geschosse erfolgte durch drei geräumige Treppenhäuser hinter den Eingangsportalen. Während das Kellergeschoss und das obere Geschoss eingewölbt wurden, wurden Erd- und Obergeschoss nur durch eine Holzbalkendecke getrennt. Oben war das Gebäude ursprünglich mit einem Kranzgesims und einem flachen Dach abgeschlossen, das zum Schutz gegen Geschosse mit Erde bedeckt war.

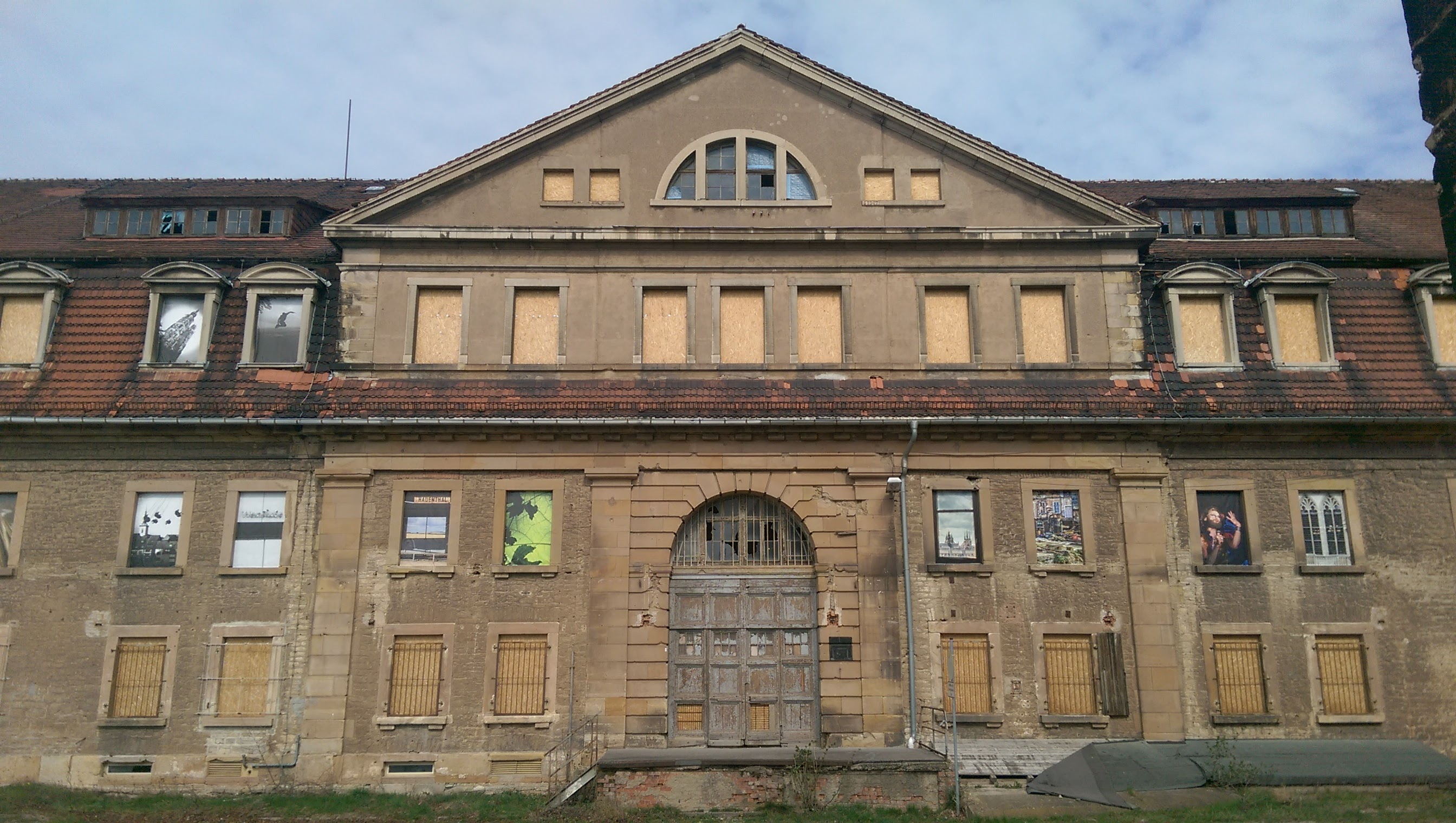
Mittelrisalit von 1831 mit Aufstockung von 1912 (2016)

Nach der Reichsgründung und der Entwicklung neuer Waffentechnik verlor das Gebäude an militärischer Bedeutung. Es diente danach vor allem als Lager und Unterkunftsgebäude für Soldaten. Kurz vor dem Ersten Weltkrieg wurde es 1912–1913 durchgreifend umgebaut.
Anstelle der früheren Erdaufschüttung auf dem bisherigen zweistöckigen Flachbau wurde es durch den Aufbau eines geräumigen Mansarddaches in neobarockem Stil wesentlich erweitert. Dabei wurde auf den vorhandenen Gestaltungselementen aufgebaut. Zur Belichtung wurde beidseitig eine Reihe großer Dachgauben mit verkröpfter, profilierter Bekleidung und segmentbogenförmiger Bedachung errichtet. Das Gebäude bot danach insgesamt 750 Soldaten Platz. Durch die Aufstockung bildet es seitdem zusammen mit dem Dach der ehemaligen Peterskirche und den Dächern und Türmen von Dom und St. Severi die weithin sichtbare Stadtkrone von Erfurt.

## Weitere Nutzungsgeschichte
1918 wurde der Freistaat Preußen neuer Grundstückseigentümer des Petersbergs. Infolge des Friedensvertrags von Versailles von 1919 kam es zu einer allmählichen Räumung der militärischen Einrichtungen. Die Defensionskaserne wurde als Wohngebäude und als Quartier der Schutzpolizei sowie zwischenzeitlich durch das Freikorps Thüringen genutzt.
Im Zuge der Aufrüstung der Wehrmacht während der Zeit des Nationalsozialismus erfolgte eine erneute militärische Nutzung des Petersberges. Zwischen 1936 und 1938 dienten Teile der Kaserne als Quartier des neu aufgestellten motorisierten Infanterie-Regiments Nr. 71 und zwischen 1938 und 1943 als Sitz von Verwaltungsstellen der Wehrmacht. In das Dachgeschoss wurde ein kleiner Turm (2016 noch vorhanden) für ein leichtes Flakgeschütz eingebaut. Während des Zweiten Weltkrieges wurde ab 1944 ein Durchgangs- und Erfassungslager für Vertriebene in der Defensionskaserne eingerichtet, das in der Sowjetischen Besatzungszone durch die SMAD weitergeführt wurde.

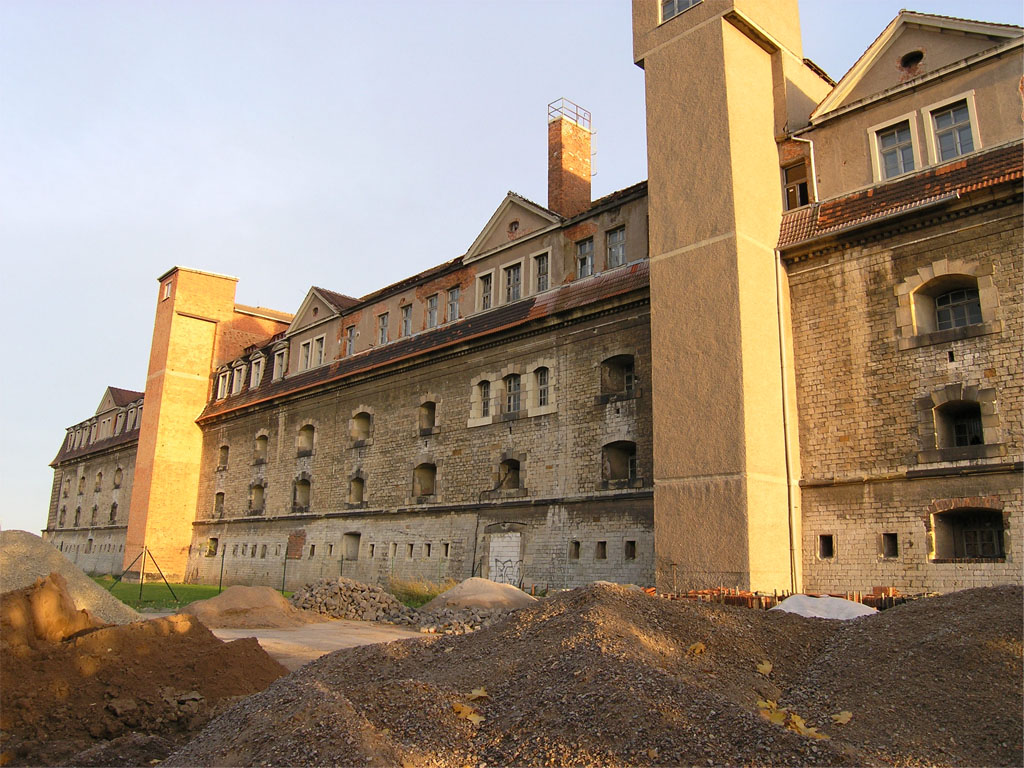
Die Feldseite der Kaserne mit den ehemaligen Schießscharten und den zu DDR-Zeit hinzugefügten Aufzugstürmen

Mit Gründung der DDR 1949 übernahm diese auch die ehemals preußisch-deutschen Liegenschaften, und es kam wieder Militär auf das Gelände. Die Kasernen wurden zwischenzeitlich als Quartier der Kasernierten Volkspolizei, einer Polizeischule und der Nationalen Volksarmee verwendet. Ab 1963 gelangte der Petersberg wieder in städtischen Besitz. Die Defensionskaserne wurde zu Lagerräumen umfunktioniert.
Mit der Wende 1989/1990 kam der Petersberg in das Eigentum des Freistaates Thüringen und wurde in den folgenden Jahren schrittweise unter Beseitigung störender, nicht erhaltenswerter Bauten rekonstruiert. 1992 beschloss die Stadt Erfurt für das Gebiet des historischen Stadtkerns einschließlich des Petersberges eine Sanierungssatzung nach BauGB, wodurch sie sich rechtlich einen starken Einfluss auf die städtebauliche Entwicklung und Nutzung des Gebietes sicherte. In der Defensionskaserne wurden zunächst städtische Verwaltungsstellen, wie das Schulverwaltungsamt provisorisch untergebracht. Während die Peterskirche 1994 der Stiftung Thüringer Schlösser und Gärten übertragen wurde, kam die noch unsanierte Defensionskaserne 1999 in Besitz der LEG Thüringen mit dem Auftrag, sie nach Auszug der städtischen Verwaltungsstellen zu veräußern und so einer neuen Nutzung zuzuführen.

## Nutzungs- und Abbruchdiskussionen seit 2000
Ab dem Jahr 2000 wurde für den Petersberg durch das Planungsbüro Michael Mann ein städtebaulicher Rahmenplan entwickelt, in dem formuliert wurde: „Der Petersberg wird zum großen öffentlichen Park in und über der Stadt. Er ist aus allen umgebenden Stadtquartieren fußläufig erreichbar und dient Touristen wie Bevölkerung zu Erholung und Freizeit, zu Spiel, Aktion und Kultur.“ Für die Defensionskaserne schlug Mann unter anderem die Nutzung als Jugendherberge oder Hotel vor. Obgleich hierzu durch die LEG ein Investor gefunden wurde, lehnte die Stadt Erfurt in der anschließenden Diskussion eine Wohnnutzung der Kaserne bei der endgültigen Fassung des Rahmenplanes 2002 ab.
Aufgrund der engen Vorgaben des Rahmenplanes in Erfurt wurde es danach schwierig, ein Nutzungskonzept zu erstellen und Investoren zu finden. Am 16. April 2014 entschied sich schließlich der Stadtrat in einer knappen Abstimmung für ein Bürokonzept des Paritätischen Wohlfahrtsverbandes und der Thüringer Landesmedienanstalt, das zur Reduzierung der Baumasse einen Ersatz des denkmalgeschützten Mansarddaches und der Zwerchgiebel durch eine Flachdachterrasse vorsieht und das nur unter einem erheblichen Einsatz von nicht vorhandenen öffentlichen Fördermitteln zu realisieren ist. Auf dem dadurch entstehenden Flachdach des Gebäudes soll dann nach dem Willen der Stadt „mit der größten Dachterrasse Thüringens“ ein Anziehungspunkt zur Bundesgartenschau 2021 entstehen. Gegen die Entfernung des Daches, das als Teil der Erfurter Stadtkrone gesehen wird, artikulierte sich daraufhin Widerstand des Thüringischen Landesamts für Denkmalpflege und Archäologie und in der Bevölkerung, der in Beschwerden bei der Landesregierung, beim Landesverwaltungsamt und in zahlreichen Leserbriefen in den Zeitungen und sozialen Netzwerken zum Ausdruck kam. Zudem meldeten sich weitere Investoren, die das Objekt unter Erhaltung des Daches zu einem Zentrum der Kreativwirtschaft umbauen wollen. Unter anderem bekräftigte das Thüringer Museum für Elektrotechnik Erfurt seine bereits 2014 formulierte Absicht, eine Etage für Ausstellungsräume anzumieten und die Notwendigkeit, das Dach zu erhalten. Nachdem schließlich Parität und Landesmedienanstalt ihre Kaufanträge mangels Finanzierbarkeit zurückgezogen hatten, überraschten die Thüringer Landesregierung und die Stadt Erfurt am 21. Juni 2016 die Öffentlichkeit mit Plänen, das Gebäude für das Museum für Ur- und Frühgeschichte Thüringens und Museum für Thüringer Volkskunde Erfurt umzunutzen.
Im September 2021 wurde das Gebäude von der Landesentwicklungsgesellschaft Thüringen (LEG) an einen Erfurter Investor verkauft, der für das Gebäude eine Mischnutzung aus Kreativwirtschaft, Gastronomie, Kultur und Medien entwickelt hat. Die Sanierung des Gebäudes soll 2025 abgeschlossen sein.